# 東洋海花介
東洋海花介（学名：Pontocythere japonica）为荊花介科海花介屬下的一个种。